# Stafflangen
Stafflangen ist ein Ortsteil der Großen Kreisstadt Biberach an der Riß in Oberschwaben.

## Beschreibung
Zu Stafflangen gehören die Weiler Eggelsbach, Eichen, Hofen und Streitberg, die Höfe Aichmühle, Maierhof und Mösmühle. Der Ort befindet sich etwa acht Kilometer westlich von Biberach in einem ehemaligen Gletscherzungenbecken an der Landstraße 280 am Rande des Stafflanger Riedes. Die Siedlung auf der Westseite der Mühlbachaue wird als „Kleinstafflangen“ bezeichnet. Reste eines römischen Gutshofes wurden im Jahre 1949 entdeckt. Eine Pfarrei Stafflangen fand im Jahre 1275 erstmals Erwähnung. Der merowingische Kirchenpatron Remigius von Reims könnte auf eine ältere Datierung der Pfarrei verweisen. Die Grundherrschaft über den Ort lag abwechselnd in der Hand des freiweltlichen Damenstifts Buchau, der Reichsabtei Schussenried, des Augustiner-Chorherrenstiftes Beuron und mehrerer weltlicher Ortsherrschaften. Im späten Mittelalter übte die Hoch- und Blutgerichtsbarkeit die Obere Landvogtei Schwaben aus. 1397 wurde der Kirchenort Stafflangen in das Kloster Schussenried inkorporiert.
1709 amtierte in Stafflangen ein Schultheiß. Zwischen 1758 und 1760 errichtete die Reichsabtei Schussenried für die Äbte ein dreiflügeliges Pfarrschloss. Nach der Einverleibung des Ortes in das Königreich Württemberg übte die Schultheißerei Stafflangen die Staatshoheit aus. Am 1. Januar 1972 wurde Stafflangen nach Biberach eingemeindet. War der Ort im 18. Jahrhundert noch durch eine umfangreiche Teichwirtschaft geprägt, wurden 2013 fünfhundert Auspendler gezählt, die zur Arbeit ins nahe Biberach fuhren. Ein größeres Neubaugebiet mit ungefähr 80 Häusern entstand 1967, es verbindet Kleinstafflangen mit Stafflangen.

## Bauwerke

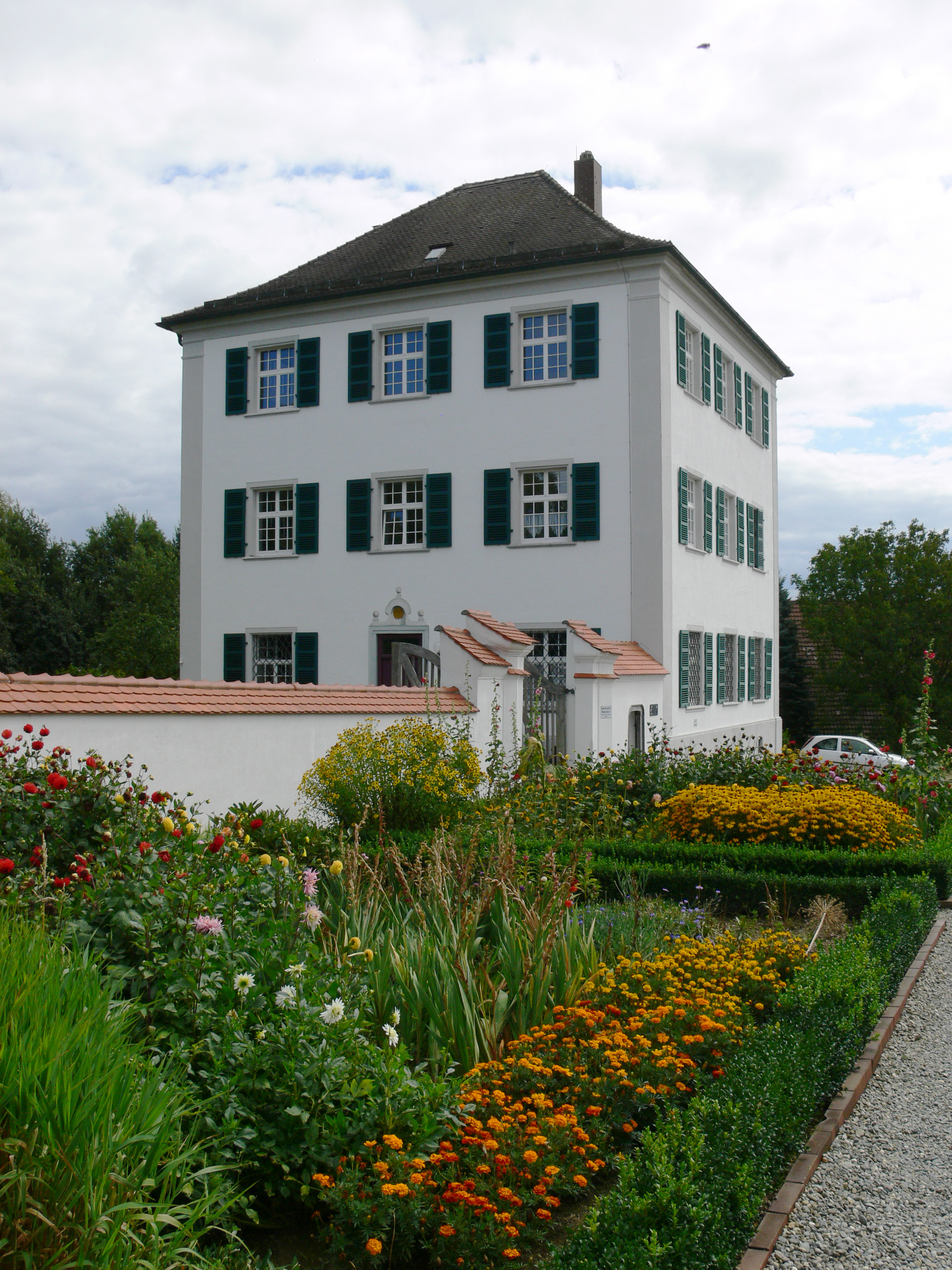
Pfarrschloss Stafflangen (2009)

- Pfarrkirche St. Remigius, von Jakob Emele 1759–70
- Kapelle St. Fabian und St. Sebastian in Eichen, 1576
- Pfarrhaus Stafflangen, 1759–70, ehemalige Sommerresidenz der Äbte von Schussenried
- Remise des Pfarrhauses in Stafflangen
- ehemalige Zehntscheuer
- Burg Streitberg
- abgegangene Kapelle Zur schmalen Wies in Stafflangen, 1481[4]
- Aymühle am Ayweiher, Station der Mühlenstraße Oberschwaben[5]

## Wappen
Das Wappen wurde im Jahre 1959 verliehen. Es zeigt in Rot einen verbreiterten silbernen Schrägbalken, darin einen schräg aufwärts schreitenden, golden gekrönten schwarzen Biber. Der Biber erinnert an die Familie Gräter aus Biberach, die zeitweise die Ortsherrschaft innehatte.